# Cololejeunea grossestyla
Cololejeunea grossestyla är en bladmossart som beskrevs av M.Wigginton. Cololejeunea grossestyla ingår i släktet Cololejeunea och familjen Lejeuneaceae. Inga underarter finns listade i Catalogue of Life.